# Synchiropus australis
Synchiropus australis là một loài cá biển thuộc chi Cá đàn lia gai (Synchiropus) trong họ Cá đàn lia. Loài này được mô tả lần đầu tiên vào năm 1989.

## Phân bố và môi trường sống
S. australis có phạm vi phân bố ở Tây Thái Bình Dương. Loài này được tìm thấy ở ngoài khơi bang Queensland, Úc. S. australis sống ở độ sâu khoảng 380 m.